# 押元末子
押元 須上子（おしもと すえこ、1961年4月11日 - ）は、日本出身の衣装デザイナー、ファッションスタイリスト、着付師。

## 経歴
1961年に沖縄県北中城村で10人兄弟の末っ子として生まれる。高校は服飾高校に入学し和裁と洋裁を学ぶ。琉美インターナショナルビューティーカレッジ美容科卒業。1992年、初代山野愛子氏から着付師資格を取得後、着付け講師として琉美カレッジで教えながら自らも着付け教室を開講。その後エステサロンを開業し、オーナーエステティシャンとして活躍する傍ら、建築・カラーコディネート・華道・日本舞踊を学ぶ。
1999年に渡米、ラスベガスへ移り住み、ベラージオホテルで働き始める。同時期にラスベガス単科大学にてフローリストデザイナーの資格を取得。2005年、ベラージオホテルを退職し、山野流着装教室アメリカ支部の事務局長に就任。ロサンゼルスとラスベガスで着付け教室を開講。2010年に寺内健太郎氏とSUEHIRO AGENCY（現Kimono SK）を立ち上げる。ヴォーグジャパンの着物スタイリングを担当したことがきっかけとなりファッションスタイリストとしてもキャリアをスタートさせる。伝統的な着物文化、着付け技術をバックグラウンドに持つ押元にしかないスタイリングセンスでヴォーグドイツ、ロフィシェル インディアなど海外のファッション雑誌のスタイリングを担当。ロサンゼルス カウンティー美術館（ラクマ）、ブラジルのサンパウロ美術館をはじめとする世界のミュージアムと大学で着物ファッションショーと講演を開催し、海外での伝統的な着物文化の普及にも貢献している。
2011年にミス・アジアUSA日本代表のナショナルコスチュームをデザインし、フォトジェニック賞を受賞したことが転機となり衣装デザインをスタート。日本文化の品格を残しモダンに進化させたデザインが評価され、2013年から2年連続でミス・ユニバース日本代表の衣装デザインを担当、世界大会ナショナルコスチューム部門で5位入賞。同年にミス・ワールド日本代表の衣装デザインも兼任。
2013年からハリウッドの衣装デザイナー労働組合（ユニオン）に加入し、ハリウッド映画、テレビ番組、ミュージックビデオ、コマーシャル、舞台等で衣装デザイナーとして活躍している。
2015年にドレスブランド「Sueko」を設立。自らのルーツと経験を生かし、和とモダンを併せ持つ独自の感性で現代的なデザインを発表している。

## 作品

### ファッション誌
- ヴォーグジャパン スタイリスト 日本『Vella of Kyoto』（2008年4月）
- バックステージファッションリポート スタイリスト アメリカ（2012年6月）
- キスメットUK スタイリスト イギリス（2012年8月）
- ヴォーグジャーマン スタイリスト ドイツ（2013年2月）
- ヴォーグイタリア スタイリスト イタリア（2013年5月、6月）
- ジウセピーナ マガジン デザイナー アメリカ（2013年5月）
- マック ディレクトリー スタイリスト アメリカ（2013年7月）
- デザイン ユー トラスト スタイリスト アメリカ（2013年9月）
- コンセプトマガジン デザイナー スペイン（2013年10月）
- ペーパーカットマガジン スタイリスト アメリカ（2013年11月）
- マイアミ ライフ スタイリスト アメリカ（2014年2月）
- アフロマガジン スタイリスト アメリカ（2014年5月）
- オーランド スタイル アメリカ（2014年8月）
- ジェンラックスマガジン デザイナー アメリカ（2015年春号）
- ジェンラックスマガジン デザイナー アメリカ（2015年秋号）
- ロフィシェル　デザイナー インド（2015年12月号）

### 映画
- ラスト サムライ （2010年、衣裳）
- SWORDSMAN （2011年、衣裳）
- TATOO （2011年、衣裳）
- MUKASHI （2012年、衣裳）
- ウルヴァリン:SAMURAI （2013年、衣裳）
- MASTERLESS（2013年、衣裳）
- The Waiting Room （2014年、衣裳、ヘア＆メイクアップ）
- The Wash Machine （2014年、衣裳、ヘア＆メイクアップ）ロサンゼルスアート映画祭でベストスチューデント賞受賞
- KISS OF A SIREN （2014年、衣裳）ラホヤインターナショナルファッショフィルム映画祭で衣裳デザイン賞受賞

### ミュージックビデオ
- J Scott Bergman （2012年、衣裳デザイン）
- メジャー・レーザー ft. ショーン・ポール Come On To Me （2014年、衣裳デザイン）
- オリバー・ヘルデンス　コアラ（2014年、衣装デザイン）

### 広告
- タコベル テレビコマーシャル （2011年、衣裳）
- リプトン ポスター （2011年、ヘアディレクター）
- Fuji Natural Foods テレビコマーシャル&ポスター （2013年、衣裳）
- BEATS by Dr. Dre テレビコマーシャル （2013年、衣裳）
- P&G テレビコマーシャル 出演 ミランダ・カー （2013年、衣裳）

### 舞台
- 演劇・ロサンゼルス『無頼』（2013年、衣装デザイン）
- 演劇・ロサンゼルス『無頼』（2015年、衣装デザイン）

### ページェント
- ミスアジアUSA 日本代表ナショナルコスチューム 総合3位入賞 & フォトジェニック賞（2011年、衣装デザイン）
- ミスアジアUSA 日本代表ナショナルコスチューム 総合4位入賞（2012年、衣装デザイン）
- ミス・ユニバース 日本代表ナショナルコスチューム ナショナルコスチューム部門5位入賞（2013年、衣装デザイン）
- ミス・ユニバース 日本代表ナショナルコスチューム（2014年、衣装デザイン）
- ミス・ワールド 日本代表ナショナルコスチューム（2014年、衣装デザイン）

### ファッションショー、レクチャー & デモンストレーション
- 山野愛子、黒澤明生誕100周年記念 ビバリーヒルズホテル ファッションショー（2009年）
- 天皇皇后ご成婚50周年記念 ロサンゼルス日本総領事公邸 十二単プレゼンテーション（2009年）
- 久留米大学 デモンストレーション （2010年）
- 全米日系人博物館 着物ショー、デモンストレーション、レクチャー ロサンゼルス（2010年）
- ラクマ美術館 着物ショー、デモンストレーション、レクチャー ロサンゼルス（2011年）
- グランド ビスタ ビジュアルダンスショー ロサンゼルス （2011年）
- ザ・グローブ ファッションショー ハリウッド （2012年）
- ミュージック インスティチュート ダンスショー ハリウッド （2012年）
- アラスカ大学アンカレッジ校 ファッションショー、デモンストレーション、レクチャー （2012年）
- SUEKO OSHIMOTOコスチュームコレクション ファッションショー ロサンゼルス（2012年）
- サンパウロ美術館 ファッションショー、デモンストレーション、レクチャー ブラジル（2013年）
- カリフォルニア州立フラトン大学 着物ショー、デモンストレーション、レクチャー （2013年）
- ラクマ美術館 デモンストレーションビデオ展示 ロサンゼルス（2014年）
- 全米日系人博物館 ファッションショー、デモンストレーション、レクチャー ロサンゼルス（2014年）
- 二世ウィーク ファッションショー、デモンストレーション、レクチャー ロサンゼルス（2014年）
- イベントゲイシャファッションショー、ロサンゼルス（2015年）
- ジェンラックスマガジンファッションショー、ニューポートビーチ（2015年）
- 10ベストドレスアワードファッションショー、サンディエゴ（2015年）
- 二世ウィークファッションショー ロサンゼルス（2015年）

### その他
- Miso for Life 表紙、裏表紙 モデル スー・イェン・リー （2013年、衣裳）

## 出演テレビ番組
- グッと!地球便 〜海の向こうの大切な人へ〜（読売テレビ、2014年）

## 著書
- 着物スタイリング写真集『VISIONS of Kimono Vol.1 by Sueko Oshimoto』(2013年 WANANN Inc. 英語) ASIN: B00C0M1W5I